# Đức Tuấn
Đức Tuấn tên thật Phạm Đức Tuấn (sinh ngày 2 tháng 6 năm 1980 tại Long Xuyên, An Giang), là một ca sĩ Việt Nam. Anh là một trong những ca sĩ trẻ chuyên thể hiện và làm mới những bài nhạc xưa, nhạc tiền chiến, nhạc cách mạng, nhạc trữ tình. Anh có chất giọng nam cao (tenor). Đức Tuấn là nghệ sĩ đã thắng 2 lần tại giải Cống hiến và cũng là một trong hai nghệ sĩ nhận được 10 đề cử, cùng Đỗ Bảo đứng thứ năm trong danh sách những người được đề cử nhiều nhất.

## Tiểu sử và sự nghiệp
Năm 1995 anh vào TP Hồ Chí Minh học trường chuyên Lê Hồng Phong. Năm 2000, lúc mới 20 tuổi, anh đoạt giải nhất Tiếng hát Truyền hình Thành phố Hồ Chí Minh khi đang học tại Đại học Ngoại thương. Sau đó, anh cộng tác với phòng trà ATB của ca sĩ Ánh Tuyết, thể hiện nhiều ca khúc được người nghe, nhạc sĩ Nguyễn Ánh 9 cũng như ca sĩ Ánh Tuyết đánh giá tốt với những ca khúc của Phạm Đình Chương và Nguyễn Ánh 9.
Năm 2009, Đức Tuấn ra album Music of the Night - The Broadway Album là một tuyển tập 11 bài hát được trích từ 9 vở nhạc kịch nổi tiếng. Liveshow cùng tên được diễn ra vào cuối năm 2009 với ê-kíp thực hiện hầu hết là các nghệ sĩ nước ngoài, đạo diễn bởi Tất My Loan, biên đạo múa nghệ sĩ Tấn Lộc và chỉ huy dàn nhạc bởi Paul Bateman.
Đức Tuấn nhận cú đúp tại giải Cống hiến năm 2009. Anh đã trở thành "Ca sĩ của năm" đồng thời ẵm luôn giải "Album". Những cống hiến của Đức Tuấn suốt 10 năm đã được nhìn nhận.
Năm 2012, anh là một trong bảy ca sĩ tham gia chương trình Hợp ca tranh tài được phát trên VTV3. Anh tham gia trong vai trò là người dẫn dắt dàn hợp ca Long Xuyên, An Giang (quê hương của anh). Trong suốt thời gian tham gia chương trình, dàn hợp ca của anh luôn biến hóa không ngừng qua từng vòng thi, và đã xuất sắc lọt Top 3 dàn hợp ca xuất sắc nhất vào chung kết. Dàn hợp ca của anh cũng có phong độ ổn định nhất vì là dàn hợp ca duy nhất trong Top 3 chưa từng đứng trong vòng nguy hiểm. Chung cuộc dàn hợp ca của anh đoạt vị trí Á quân.
Năm 2022, Đức Tuấn được vinh danh trong chương trình Con đường âm nhạc của VTV số tháng 6.

## Danh sách đĩa nhạc

### Album phòng thu
- Anh yêu em (2004)
- Đôi mắt người Sơn Tây (2005)
- Những tình khúc Phạm Duy – Trịnh Công Sơn (2006)
- Yêu trong ánh sáng (2006)
- Đức Tuấn hát tình ca Phạm Duy (2007)
- Đức Tuấn – The Voice Tiếng hát Trương Chi (2008)
- Tình khúc Phạm Duy – Kiếp nào có yêu nhau (2008)
- The Broadway Album – Music of the Night (2009)
- Bây giờ... biển mùa đông (2010)
- By Request – Những nhạc phẩm theo yêu cầu (2012)
- Đức Tuấn – Kỷ niệm Phạm Duy (2012)
- Đức Tuấn & Vựa Lúa (2012)
- Đức Tuấn hát tình ca Từ Công Phụng – Lời tôi ru như mơ (2012)
- Bài tình ca đêm (2012)
- Requiem – Đường chiều lá rụng (2014)
- Những bài ca không quên (2015)
- Trẻ mãi (2015)
- Góc trời riêng (2016)
- Tuấn hát Quỳnh – 36 (2017)
- Đức Tuấn Phú Quang in Symphony – Hà Nội và em khi thu chớm đông sang (2018)
- Đức Tuấn hát Trần Thiện Thanh – Một ngày ta được yêu! (2019)
- Trọn một kiếp yêu (2020)

### Album hợp tác
- Ảo ảnh (với Hồ Ngọc Hà) (2006)

### Đĩa đơn
- "Chúc ngủ ngon – Bye Goodnight" (2002)
- "Trăng dưới chân mình" (2017)
- "Ly rượu mừng" (2018)
- "Yêu" (2019)
- "Dã tràng ca'' (2019)
- "Hoa trinh nữ" (2019)
- "Đóa hoa vô thường" (2019)
- "Ta thấy gì đêm nay" (2019)

### Liveshow cá nhân
- Music of the Night (2009)[9]
- Thiên thai - Paradiso (2011)[10]
- Đức Tuấn in concert (2013)[11]
- Dấu ấn (2014)[12]
- Bài ca không quên (2020)[13]

## Giải thưởng
- Giải nhất Tiếng hát Truyền hình Thành phố Hồ Chí Minh năm 2000
- "Thí sinh biểu diễn xuất sắc nhất" và "Thí sinh được yêu thích nhất" của Liên hoan giọng ca truyền hình ASEAN 2012[14]
- Đề cử và giải thưởng:

| Giải thưởng    | Năm  | Hạng mục                              | Trao cho                    | Kết quả   |
| -------------- | ---- | ------------------------------------- | --------------------------- | --------- |
| Giải Cống hiến | 2006 | Album của năm                         | Đôi mắt người Sơn Tây       | Đề cử     |
| Giải Cống hiến | 2007 | Ca sĩ của năm                         |                             | Đề cử     |
| Giải Cống hiến | 2009 | Album của năm                         | Kiếp nào có yêu nhau        | Đề cử     |
| Giải Cống hiến | 2009 | Ca sĩ của năm                         |                             | Đề cử     |
| Giải Cống hiến | 2010 | Album của năm                         | Music of the Night          | Đoạt giải |
| Giải Cống hiến | 2010 | Chương trình của năm                  | Liveshow Music of the Night | Đề cử     |
| Giải Cống hiến | 2010 | Ca sĩ của năm                         |                             | Đoạt giải |
| Giải Cống hiến | 2011 | Album của năm                         | Bây giờ... biển mùa đông    | Đề cử     |
| Giải Cống hiến | 2011 | Ca sĩ của năm                         |                             | Đề cử     |
| Giải Cống hiến | 2016 | Album của năm                         | Bài ca không quên           | Đề cử     |
| Giải Mai Vàng  | 2007 | Nam ca sĩ nhạc nhẹ                    |                             | Đề cử     |
| Giải Mai Vàng  | 2008 | Nam ca sĩ nhạc nhẹ                    |                             | Đề cử     |
| Giải Mai Vàng  | 2014 | Nam ca sĩ nhạc nhẹ                    | Những ô cửa xanh            | Đề cử     |
| Giải Mai Vàng  | 2014 | Ca sĩ hát nhạc truyền thống cách mạng | Tổ quốc gọi tên mình        | Đoạt giải |
| Giải Mai Vàng  | 2014 | Top 10 ca sĩ                          |                             | Đoạt giải |
| Giải Mai Vàng  | 2015 | Ca sĩ hát nhạc truyền thống cách mạng | Bài ca không quên           | Đề cử     |
| Làn Sóng Xanh  | 2005 | Nam ca sĩ triển vọng                  |                             | Đoạt giải |
| HTV Awards     | 2012 | Nam ca sĩ được yêu thích nhất         |                             | Đề cử     |
| HTV Awards     | 2013 | Nam ca sĩ được yêu thích nhất         |                             | Đề cử     |
| HTV Awards     | 2014 | Nam ca sĩ được yêu thích nhất         |                             | Đề cử     |

## Vinh danh
- Con đường âm nhạc - VTV thực hiện tháng 6 năm 2022